# Arrenurus psuudoconicus
Arrenurus psuudoconicus är en kvalsterart som först beskrevs av Piersig 1905.  Arrenurus psuudoconicus ingår i släktet Arrenurus och familjen Arrenuridae. Inga underarter finns listade i Catalogue of Life.